# Platyscapa arnottiana
Platyscapa arnottiana är en stekelart som beskrevs av Abdurahiman 1980. Platyscapa arnottiana ingår i släktet Platyscapa och familjen fikonsteklar. Inga underarter finns listade i Catalogue of Life.